# Waldemar Świć
Waldemar Świć (ur. 10 marca 1953 w Łodzi) – polski szachista i trener szachowy.

## Kariera szachowa
W latach 1975–198] siedmiokrotnie uczestniczył w finałach mistrzostw Polski mężczyzn, najlepszy wynik uzyskując w 1978 r. w Krakowie, gdzie podzielił III-V miejsce (wspólnie z Włodzimierzem Schmidtem i Janem Adamskim). Jest czterokrotnym medalistą mistrzostw kraju w szachach błyskawicznych: złotym (Katowice 1982, po zwycięstwie w barażu z Arturem Sygulskim), srebrnym (Legnica 1992) oraz dwukrotnie brązowym (Częstochowa 1977 i Kalisz 1980).
Trzykrotnie zdobył medale drużynowych mistrzostw Polski, wszystkie w barwach klubu Anilana Łódź: dwa srebrne (Ciechocinek 1976, Katowice 1977) oraz brązowy (Augustów 1975). Był również pięciokrotnym medalistą drużynowych mistrzostw Polski w szachach błyskawicznych: złotym (Legnica 1992, w barwach klubu Hetman Gryfów Śląski), srebrnym (Katowice 1988, Anilana Łódź) oraz trzykrotnie brązowym (Kalisz 1979, Anilana Łódź; Kalisz 1993, Hetman Gryfów Śląski; Koszalin 2006, Szach-Centrum Cosinus Łódź).
W 1979 r. był jednym (obok Rafała Marszałka) z dwóch polskich szachistów, którzy jako pierwsi otrzymali tytuły mistrza FIDE.
Najwyższy ranking w karierze osiągnął 1 lipca 1978 r., z wynikiem 2430 punktów zajmował wówczas 5. miejsce wśród polskich szachistów.

## Wybrane publikacje
- Gambit królewski
- Gramy obronę Czigorina